# Erich Bromme
Erich Bromme (* 10. August 1906 in Großbockedra; † 30. Mai 1986 in Berlin) war ein deutscher Historiker und Siedlungsgeograf, der in der Zeit vor und während des Zweiten Weltkrieges in Ostthüringen tätig war. Nach Kriegsende ging er nach West-Berlin und war hier führend in dem 1951 neu gegründeten Deutscher Freidenker-Verband aktiv. Neben einer Reihe von religionskritischen Schriften publizierte er auch zur Siedlungsarchäologie, wobei er die These der allgemein als geschichtsrevisionistisch abgelehnten Slawenlegende vertrat.
Erich Bromme wuchs seit 1908 in Oelknitz auf (heute Ortsteil von Rothenstein), wo er bis 1934 wohnte. 1929 wurde er mit seiner an der Universität Jena eingereichten und noch im selben Jahr in Halle publizierten Dissertationsschrift Das Fürstentum Sachsen-Weimar zur Zeit des Dreißigjährigen Krieges. Darstellung an Hand der Landesvisitationsakten von 1603 - 1643 promoviert. 1932 reichte er ebenfalls an der Universität Jena eine zweite mathematisch-naturwissenschaftliche Dissertation über Oelknitz, Ein Beitrag zur Siedlungsgeographie Thüringens ein, die im Jahr darauf wiederum in Halle gedruckt wurde. Anschließend war Bromme mit dem Titel eines Studienrates als Lehrer in Meuselwitz bei Altenburg tätig. 1939 veröffentlichte er im Akademie-Verlag Halle die Arbeit Gemeinnutz und Eigennutz in zweitausendjähriger deutscher Geschichte. Außerdem erschienen zwischen 1935 und 1949 eine Reihe von kleineren Studien und Aufsätzen zur Siedlungsgeografie, Archäologie, Volkskunde sowie mittelalterlichen und frühneuzeitlichen Geschichte Ostthüringens, so etwa zu seinem Wohnort Meuselwitz, den Windischen-Ortsnamen in Thüringen als Erwiderung zu einer Veröffentlichung von Martin Wähler oder der Leuchtenburg.
Nach dem Ende des Zweiten Weltkrieges ging Bromme nach West-Berlin. 1947 war seine 1939 veröffentlichte Studie auf die Liste der auszusondernden Literatur der Deutschen Verwaltung für Volksbildung in der sowjetischen Besatzungszone gesetzt worden. In West-Berlin wurde er in der Freidenker-Bewegung aktiv, vertrat den „Bund für wissenschaftliche Weltanschauung“, der sich im Berlin der 1950er für einen „freigeistigen Humanismus“ und vor allem für die Einführung des Lebenskundeunterrichts für Schüler, die nicht am Religionsunterricht teilnehmen, in West-Berlin einsetzte, nach außen und war in führender Position im Deutschen Freidenker-Verband (DFV) tätig.
Seit 1960 erschienen eine Reihe vom Arbeiten zu verschiedenen Religionen, neben Christentum auch zum Islam, sowie religionskritische Arbeiten. Bei den oft lediglich in kleiner Auflage als Maschinenschrift vervielfältigten Schriften handelt es sich meist um in den Versammlungen des Bundes für Wissenschaftliche Weltanschauung gehaltene Vorträge.
Spätestens ab den 1970er Jahren meinte er, mehrere angebliche Geschichtsfälschungen aufgedeckt zu haben. So erschien 1975 das Buch Fälschung und Irrtum in Geschichte und Theologie. Umsturz im Morgen- und Abendland durch die Entallegorisierung der „Heiligen Schrift“.
Neben diesen religionskritischen Schriften erschienen 1982 einige Arbeiten zur Siedlungsforschung, in denen er dezidiert völkische Thesen vertrat, so etwa in Die Grundlagen der Siedlungsforschung mit Blick auf den deutschen Osten, erschienen im selben Jahr auch unter dem verkürzten Titel Grundlagen der Siedlungsforschung. Ähnliche Tendenzen verfolgte seine Veröffentlichung Christliche Germanen- und Christenverfolgung in Deutschland: 25. Juni 1982.
Laut einer Anmerkung in einem Vortrag des Berliner Kulturwissenschaftlers Horst Groschopp war Bromme einem Ausschluss aus der SPD durch seinen Rücktritt von seinen Funktionen zuvorgekommen. Er sei einigen Belegen im Nachlass von Walter Dornfeldt zufolge „wahrscheinlich heimlicher Ludendorffer“ gewesen.